# كولن إميري
كولن إميري (بالإنجليزية: Colin Emery)‏ هو لاعب كرة قدم بريطاني في مركز الهجوم، ولد في 4 يوليو 1946 في Tradeston ‏ في المملكة المتحدة. لعب مع نادي كوينز بارك.